# Togepsylla takahashii
Togepsylla takahashii är en insektsart som beskrevs av Shinji Kuwayama 1931. Togepsylla takahashii ingår i släktet Togepsylla och familjen Carsidaridae. Inga underarter finns listade i Catalogue of Life.